# Raf (album 1992)
Raf è la prima raccolta dell'omonimo cantante italiano, pubblicata nel 1992 dalla CGD.

## Descrizione
Il disco contiene brani originariamente incisi in italiano reinterpretati in lingua spagnola.

## Tracce
1. Interminablemente (Interminatamente) (Cheope, Raf)
2. Solos En El Universo (Siamo soli nell'immenso vuoto che c'è) (Giuseppe Dati, Raf)
3. Dormirse Y Despertar (Svegliarsi un anno fa) (Giancarlo Bigazzi, Raf)
4. La Batalla del Sexo (La battaglia del sesso) (Giuseppe Dati, Raf)
5. Que Quedara De Los '80 (Cosa resterà degli anni '80) (Giancarlo Bigazzi, Giuseppe Dati, Raf)
6. Te Pretendo (Ti pretendo) (Giancarlo Bigazzi, Gianni Albini, Raf)
7. Hoy No Tengo Un Dios (Oggi un dio non ho) (Giuseppe Dati, Raf)
8. Amarse O No Amarse (Amarsi o non amarsi) (Giuseppe Dati, Raf)
9. Inevitable Tonteria (Inevitabile follia) (Giancarlo Bigazzi, Raf)
10. Santos De Ciudad (Santi nel viavai) (Giancarlo Bigazzi, Raf)